# チューロウ
『チューロウ』は、盛田賢司の漫画。小学館「ビッグコミックスピリッツ」（1994年第8号から第12号）、「ビッグコミックスピリッツ21」（1994年5月から10月）に連載された。中学浪人（中浪：ちゅうろう）を題材にした青春漫画である。

## 概要
高校受験に失敗した主人公が、予備校生活を送る中で仲間と共に将来を模索していく青春ストーリー。作者が実際に送った中学浪人の実体験から描かれた作品。
作者自身が大分県佐伯市生まれであることもあり、作品の舞台である地方都市のモデルは大分市。高校名や予備校名に類推できる実在する学校や地名が大分市・佐伯市に存在する。また、大分駅も作中にはっきりと確認できる。

## あらすじ
15歳にして味わう高校受験失敗という人生の大きな挫折。中学までの同級生が高校生活を謳歌するのとは対照的に、次の「高校受験」に向けての勉強と厳しい寮生活が余儀なくされる中で、仲間と共に挫折感、絶望感を共有して、それぞれの将来を目指していく…。

## 登場人物

### 東大道予備校の生徒
東大道予備校の寮で生活をしながら高校受験合格を目指す。
古田清貴
現役受験では豊国商業に落ちた。目標は特にない。
高野やすし
2回目の受験では津久田工業を受験。好きなことはギターを弾くこと。
安西隆
ラグビーのため、現役時代にラグビー名門の大鶴高校を受験するも落ち、再受験して合格するために中学浪人をする。
武内
交際していた彼女のために受験したが、素行のために内申が悪くて神代高校に落ち、彼女と同じ神代高校に行くために中学浪人をする。
元々勉強できる素質があり、東大道予備校では「勉強マシーン」と呼ばれている。
佐久間
女子生徒。現役時代に雪で滑って病院に運ばれ、高校に進学できなかった。
トマト頭、イガグリ
2回目の受験では城陽高校を受験。

### その他
堀川亜希
栄光女子学院高等学校1年女子生徒。ふとしたことで古田と親しくなる。
田村
東大道予備校寮寮監兼教師。管理は厳しい。